# Rodrigo Tarín
Rodrigo Tarín Higón (Chiva, Valencia, 5 de julio de 1996) es un exfutbolista español que jugaba en la posición de defensa.

## Trayectoria

### Inicios
Nacido en vecina localidad de Chiva, un municipio situado a 30 km de Valencia el cual es conocido por su riqueza cultural y paisajística. Se inició en el mundo futbolístico en la escuela del Valencia C. F., pasando por las diversas etapas del fútbol base ché, partiendo por los Benjamines; esto fue hasta que en su primer año de Cadete fue cedido al C. F. Cracks.

### F. C. Barcelona

#### Fútbol Base
Se incorporó durante 2011 al Cadete "A" del F. C. Barcelona, siendo dirigido por Quique Álvarez. Logró ganar la Liga de División de Honor, aunque perdieron en la final de la Copa Cataluña ante el R. C. D. Español en los lanzamientos de penales. Al año siguiente nuevamente consiguió el título de Liga (con cuatro fechas de margen), esta vez con el Juvenil "B" de García Pimienta en donde desempeñó un rol protagonista tanto en el campo como en el vestuario.

#### Juveniles
Para la campaña 2013-14, fue ascendido al Juvenil "A" con Jordi Vinyals, en donde de nuevo fue clave en la línea defensiva culé, alcanzando rápidamente la titularidad. Conseguirían ganar su grupo en la División de Honor, pero además se sumaba la participación en la primera edición de la Liga Juvenil de la UEFA, en donde la escuadra culé alcanzaría la final la cual se disputó en Nyon, su rival fue el S. L. Benfica y sería precisamente Tarín quien abriría el marcador en el minuto 9' aprovechando un rechazo del portero. El partido acabaría 3-0 para los azulgranas, coronándose como los primeros campeones de Europa.
Durante el verano de 2014, fue convocado por Eusebio Sacristán para realizar la pretemporada con el Barça "B" con quienes disputó un par de encuentros. Ya en el inicio de la temporada oficial, se consagró como un referente en la zaga del Juvenil, tanto así que se le renovó su contrato hasta 2018. El equipo sufrió altibajos a lo largo del ciclo teniendo que ser Francisco García Pimienta quien tomara las riendas del banquillo; aunque sin buenos resultados, quedando cuartos en la tabla de clasificaciones al final.

#### Filial azulgrana
Él, junto a otros cinco compañeros, fueron finalmente promovidos al filial azulgrana en 2015. Realizó su debut bajo las órdenes de Gerard López el 22 de agosto frente a la U. E. Cornellà disputando los 90 minutos, aunque con derrota por 2-1. Su primer gol fue el 19 de agosto de 2017 frente al Real Valladolid.

### C. D. Leganés
En junio de 2018 se anunció su fichaje por el Club Deportivo Leganés para las siguientes tres temporadas. Debutó en Primera División el 26 de septiembre de 2018, justamente frente al F. C. Barcelona, con una victoria 2 a 1 de su equipo.

### Real Oviedo y retirada
El 31 de enero de 2022 abandonó el conjunto pepinero para recalar en el Real Oviedo, equipo con el que firmó para lo que quedaba de temporada y tres más. Sufrió una rotura del ligamento cruzado en marzo de 2023 ante el C. D. Mirandés, lo que le apartó de los terrenos de juego por lo que restaba de temporada y durante toda la 2023-24 tras tener que volverse a operar. Dejó el club el 19 de julio de 2024 tras serle rescindido su contrato. No acabó de recuperarse de la lesión y el 12 de febrero de 2025 anunció su retirada.

## Selección nacional
Fue internacional con la selección española en las categorías sub-17, sub-18 y sub-19.

## Estadísticas
| Club                         | Div.          | Temporada     | Liga  | Liga  | Copas nacionales | Copas nacionales | Copas nternacionales | Copas nternacionales | Total | Total |
| Club                         | Div.          | Temporada     | Part. | Goles | Part.            | Goles            | Part.                | Goles                | Part. | Goles |
| ---------------------------- | ------------- | ------------- | ----- | ----- | ---------------- | ---------------- | -------------------- | -------------------- | ----- | ----- |
| F. C. Barcelona "B" · España | 2.ª B         | 2015-16       | 31    | 0     | —                | —                | —                    | —                    | 31    | 0     |
| F. C. Barcelona "B" · España | 2.ª B         | 2016-17       | 9     | 1     | —                | —                | —                    | —                    | 9     | 1     |
| F. C. Barcelona "B" · España | 2.ª           | 2017-18       | 10    | 0     | —                | —                | —                    | —                    | 10    | 0     |
| F. C. Barcelona "B" · España | Total club    | Total club    | 50    | 1     | —                | —                | —                    | —                    | 50    | 1     |
| C. D. Leganés · España       | 1.ª           | 2018-19       | 18    | 0     | 2                | 0                | —                    | —                    | 20    | 0     |
| C. D. Leganés · España       | 1.ª           | 2019-20       | 14    | 0     | 4                | 0                | —                    | —                    | 18    | 0     |
| C. D. Leganés · España       | 2.ª           | 2020-21       | 30    | 0     | 0                | 0                | —                    | —                    | 30    | 0     |
| C. D. Leganés · España       | 2.ª           | 2021-22       | 8     | 0     | 2                | 0                | —                    | —                    | 10    | 0     |
| C. D. Leganés · España       | Total club    | Total club    | 70    | 0     | 8                | 0                | —                    | —                    | 78    | 0     |
| Real Oviedo · España         | 2.ª           | 2021-22       | 4     | 0     | —                | —                | —                    | —                    | 4     | 0     |
| Real Oviedo · España         | 2.ª           | 2022-23       | 23    | 1     | 2                | 0                | —                    | —                    | 25    | 1     |
| Real Oviedo · España         | 2.ª           | 2023-24       | 0     | 0     | 0                | 0                | —                    | —                    | 0     | 0     |
| Real Oviedo · España         | Total club    | Total club    | 27    | 1     | 2                | 0                | —                    | —                    | 29    | 1     |
| Total carrera                | Total carrera | Total carrera | 147   | 2     | 10               | 0                | —                    | —                    | 157   | 2     |

## Palmarés

### Títulos nacionales
| Título                    | Club                        | País   | Año  |
| ------------------------- | --------------------------- | ------ | ---- |
| División de Honor Juvenil | F. C. Barcelona Juvenil "A" | España | 2014 |

### Títulos internacionales
| Título                  | Club                        | Sede  | Año  |
| ----------------------- | --------------------------- | ----- | ---- |
| Liga Juvenil de la UEFA | F. C. Barcelona Juvenil "A" | Suiza | 2014 |